# أسترو بوت ريسكو ميشن
أسترو بوت ريسكو ميشن (بالإنجليزية: Astro Bot Rescue Mission)، هي لعبة منصات ذات الواقع الإفتراضي، طورتها شركة جابان ستوديو، ونشرتها شركة سوني إنتراكتيف إنترتينمنت في الأسواق عام 2018 لصالح منصة بلاي ستيشن 4، حيث تدعم اللعبة اللغة العربية، وتتطلب خوذة بلاي ستيشن في آر.